# Carlos Riquelme
Pour les articles homonymes, voir Riquelme.
Carlos Riquelme est un acteur mexicain, né le 13 mai 1914 à Mexico, ville où il est mort le 17 mai 1990.

## Biographie
Au cinéma, Carlos Riquelme contribue à cent-soixante-six films, majoritairement mexicains, le premier sorti en 1939. Mentionnons L'Ouragan (1943, avec Dolores del Río et Pedro Armendáriz) et Le Filet (1953, avec Rossana Podesta et Armando Silvestre), tous deux réalisés par Emilio Fernández, ainsi que La Vie criminelle d'Archibald de la Cruz de Luis Buñuel (1955, avec Ernesto Alonso et Miroslava Stern).
Citons également le film américano-mexicain Au-dessous du volcan de John Huston (1984, avec Albert Finney et Jacqueline Bisset) et le film américain Milagro de Robert Redford (1988, avec Melanie Griffith et Rubén Blades).
À la télévision, Carlos Riquelme apparaît dans vingt-et-une telenovelas mexicaines, entre 1952 et 1989 (année précédant sa mort).

## Filmographie partielle

### Cinéma
(films mexicains, sauf mention contraire ou complémentaire)
- 1939 : Su adorable majadero d'Alberto Gout : Carlos Medina
- 1943 : L'Ouragan (Flor silvestre) d'Emilio Fernández : Cura
- 1949 : Una familia de tantas d'Alejandro Galindo : Ricardo
- 1949 : La Mal Aimée (La malquerida) d'Emilio Fernández : Norberto
- 1950 : Vuelve Pancho Villa de Miguel Contreras Torres : Medina
- 1951 : Quartier interdit (Victimas del pecado) d'Emilio Fernández : Carlos
- 1952 : L'Absente (La ausente) de Julio Bracho : un mécanicien
- 1953 : Le Filet (La red) d'Emilio Fernández : le vendeur d'éponges
- 1953 : L'Enfant et le Brouillard (El niño y la niebla) de Roberto Gavaldón : le professeur
- 1954 : La Révolte des pendus (La rebelión de los colgados) d'Alfredo B. Crevenna et Emilio Fernández : Don Raúl
- 1955 : La Vie criminelle d'Archibald de la Cruz (Ensayo de un crimen) de Luis Buñuel : le commissaire
- 1956 : Acapulco (A Woman's Devotion) de Paul Henreid (film américain) : le chef de la police
- 1957 : La culta dama de Rogelio A. González : Gonzalitos
- 1958 : Misterios de la magia negra de Miguel M. Delgado : le professeur Elodio Tejeda
- 1960 : Herencia trágica de Chano Urueta : Andrade
- 1961 : Jóvenes y rebeldes de Julián Soler : le père de Betty
- 1962 : Los cinco halcones de Miguel M. Delgado : Don Rosendo
- 1963 : La casa de los espantos d'Alfredo B. Crevenna et Alberto Mariscal : Marcos Méndez
- 1965 : Viva Maria ! de Louis Malle (film français) : le maire à la gare
- 1966 : Cargamento prohibido de Miguel M. Delgado : Filogonio
- 1969 : El aviso inoportuno de Rafael Baledón : un policier
- 1974 : En busca de un muro de Julio Bracho : García Vieyra
- 1975 : Mary, Mary, Bloody Mary de Juan López Moctezuma : Arnold
- 1978 : El patrullero 777 de Miguel M. Delgado : un délégué
- 1979 : Guyana, la secte de l'enfer (Guyana : Crime of the Century) de René Cardona Jr. : le père de Cliff
- 1981 : El testamento de Gonzalo Martínez Ortega : Don Vicente
- 1984 : Au-dessous du volcan (Under the Volcano) de John Huston (film américano-mexicain) : Bustamante
- 1988 : Milagro (The Milagro Beanfield War) de Robert Redford (film américain) : Amarante Cordova
- 1988 : Quisiera ser hombre d'Abel Salazar : le docteur

### Télévision
(telenovelas)
- 1965 : Llamada urgente de Raúl Araiza
- 1972 : Los hermanos coraje de Martín Clutet : Dr Maciel
- 1981 : Quiéreme siempre d'Alfredo Saldaña : Ramón
- 1989 : Mi segunda madre de Miguel Córcega